# Mladá Vožice (hrad)
Mladá Vožice je zaniklý hrad ve stejnojmenném městě v okrese Tábor. Stával na návrší mezi centrem města a Podhradním rybníkem v nadmořské výšce 495 m. Na místě hradu byl postaven kostel Nanebevzetí Panny Marie, který je od roku 1958 chráněn jako kulturní památka ČR. Z vlastního hradu se dochovaly jen drobné fragmenty zdí.

## Historie
Zakladatelem hradu byl pravděpodobně král Václav II., který ho nechal postavit pro posílení panovnického vlivu v oblasti poté, co Vítkovci získali hrad Hradiště. První písemná zmínka pochází z roku 1318, kdy se nacházel v zástavním držení Viléma a později Velislava z Vožice. Zastavován byl i později, protože Karel IV. ho vykoupil od Litolda z Landštejna a v plánovaném zákoníku Majestas Carolina zařadil mezi hrady podmínečně zastavitelné. V době Václava IV. ho měli v zástavě významní šlechtici jako Zikmund Huler z Orlíka, Mikuláš z Okoře aj. Od roku 1412 patřil bratrům Maternovi a Kryštofovi z Ronova, kteří stáli během husitských válek na straně krále Zikmunda, a proto byl hrad v roce 1420 obležen a dobyt Janem Žižkou z Trocnova. Materna však nechal hrad opravit a podnikal vojenské výpady na husitská území. Husité vedení Janem Hvězdou z Vícemilic v roce 1425 hrad znovu oblehli a po pěti týdnech dobyli. Na hradě zanechali posádku, která zůstala až do roku 1426, kdy ho opustila a pobořila. Trosky hradu poté sloužily jako zdroj stavebního kamene a v roce 1646 byl na jeho místě postaven kostel Nanebevzetí Panny Marie přestavěný v roce 1827. Zbytky hradu byly poškozeny při úpravách kostela a později také vestavbou vodárny na předhradí.

## Stavební podoba
Hrad byl zřejmě dvoudílný a typově patřil mezi hrady s plášťovou zdí nebo bergfritové dispozice. Na východní straně se nacházelo trojúhelníkové předhradí, do kterého vstupovala přístupová cesta, jejíž průběh kopíruje soudobý přístup. Hradní jádro se nacházelo na západě v místech, kde stojí kostel. Opěrné zdi teras jsou většinou novověkého původu. Z hradu by mohly pocházet jen části zdiva obvodové zdi na severovýchodní a severozápadní straně. Malý fragment pravděpodobně obvodové hradby se také zachoval v jihozápadním nároží předhradí těsně pod svahem jádra.